# Château de Jonquières (Tarn)
Pour l’article homonyme, voir Château de Jonquières.
Le château de Jonquières ou de la Jonquière, est un château situé à Lavaur, dans le Tarn (France).
C'est un magnifique édifice du début du XXe siècle, à l'allure de château fort, construit sur le site d'un antique château. Il a appartenu à Henri Félix de Pélissier.

## Historique
La date de construction du premier château de la Jonquières est inconnue. Néanmoins, le site du château actuel est occupé depuis très longtemps.
En 1670, la bâtisse est entièrement reconstruite pour la première fois[réf. souhaitée], et apparait sur la carte de Cassini cent ans plus tard. Au XIXe siècle, il appartient au comte Henri Félix de Pélissier. Au tout début XXe siècle, dès 1900, le château est rebâti autour de l'ancien donjon par le comte de Pélissier, héritier d'Henri Félix. Il commande le nouvel édifice à M Florent, élève de Viollet-le-Duc ayant aussi construit le château voisin de Guitalens.

## Architecture

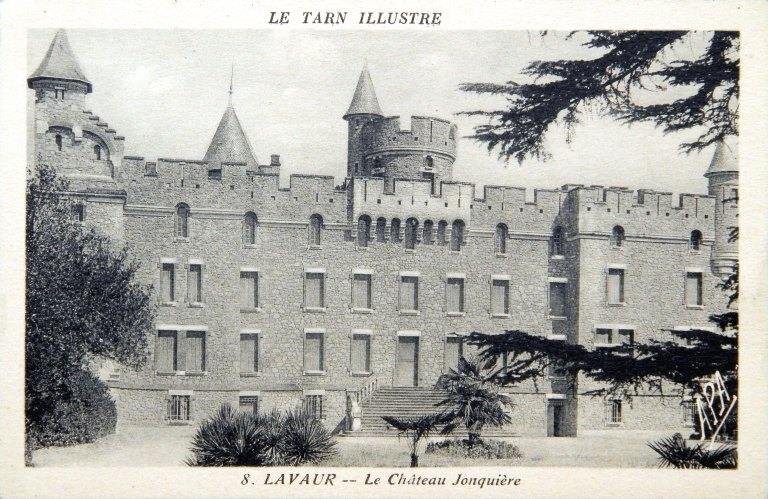
Carte postale de la façade principale du château

Le château de Jonquières est un grand édifice, dont le style tente d'imiter au maximum l'allure d'un château-fort médiéval. Il mêle pour cela les styles néo-gothique et troubadour.
Malgré le parfait appareil en pierre, les grandes fenêtres viennent trancher avec cet effet. Il est composé d'un corps de logis central, avec des ailes venant en retour. L'ensemble des toitures sont des terrasses, et sont bordées de créneaux percés de meurtrières. Accompagné de faux mâchicoulis, et d'une bretèche surmontant la porte, ils donnent une très fière allure à la bâtisse, qui s'élève sur trois étages. Un large escalier mène à la porte d'entrée.
Le château de Jonquières est flanqué de nombreuses tours, une carrée en son angle nord-est, et des rondes partout ailleurs. Le centre du bâtiment est même occupé par un large donjon circulaire, flanqué d'une tourelle d'escalier. La quasi-totalité des tours sont coiffées de toits en poivrières.